# René Joseph de La Noüe
René Joseph de La Noüe, né le 7 septembre 1731 au château de Narelles à La Roche-Clermault et mort le 18 novembre 1820 à Paris, est un général français de la Révolution.

## Biographie
Issu d'une famille qui comptait parmi ses ancêtres le fameux chef protestant François de La Noue. Après avoir conquis pendant la guerre de Sept Ans le grade de colonel, il était parvenu à celui de maréchal de camp le 9 mars 1788, lorsque la Révolution éclata. Il devint alors lieutenant général, le 6 février 1792, et fut envoyé, en 1792, sur la frontière du Nord. Arrêté sous l'accusation d'avoir refusé d'aller au secours de Lille, il fut acquitté par le tribunal criminel, et reçut ensuite de Dumouriez le commandement d'une partie de l'avant-garde, postée le long de la Roer. Attaqué, à Aldenhoven, le 1er mars 1793, par des forces supérieures, il ne put réunir assez vite en masse compacte ses troupes disséminées sur une ligne de plus de 50 km, et fut complètement battu.
Son nom figure sur l'arc de triomphe de l'Étoile, 4e colonne.

## Sources
- Grand dictionnaire universel du XIXe siècle, par Pierre Larousse